# Лежава Андрій Матвійович
Андрій Матвійович Лежава (3 березня 1870, місто Сігнагі Тифліської губернії, тепер Грузія — розстріляний 8 жовтня 1937, місто Москва, тепер  Російська Федерація) — радянський діяч, народний комісар внутрішньої торгівлі СРСР, заступник голови Ради народних комісарів РРФСР. Член ЦВК СРСР 3—5-го скликань. Член Центральної контрольної комісії ВКП(б) у 1927—1930 роках.

## Життєпис
Народився в родині робітника. З 1883 до 1886 року — учень на телеграфі, учень столяра в місті Тифлісі. У 1886—1887 роках — учень Тифліського міського училища.
У 1887—1893 роках — студент Тифліського учительського інституту.
У 1893 році переїхав до Москви. У квітні 1894 року заарештований за участь в організації підпільної друкарні партії «Народне право» в Смоленську. Два роки був ув'язнений у Петропавлівській фортеці, п'ять років перебував на засланні у Верхоленську Якутської губернії. На засланні познайомився з марксистом Федосєєвим, під впливом якого відійшов від ідей народництва.
У 1901—1902 роках — секретар правління споживчого товариства Закавказької залізниці в Тифлісі.
У 1902—1903 роках — завідувач складу сільськогосподарських знарядь та насіння Воронезького відділення Московського товариства сільського господарства; оцінювач Воронезької міської управи та Воронезького повітового комітету Особливої наради з потреб сільськогосподарської промисловості; службовець Воронезького банку.
У 1903 — грудні 1905 року — помічник інспектора пароплавства «Надія» в Нижньому Новгороді, член робітничого кооперативу.
Член РСДРП(б) з 1904 року.
У грудні 1905 року заарештований за революційну діяльність, до червня 1906 року перебував у в'язниці.
У 1907—1916 роках — службовець страхових компаній в місті Саратові. У 1916—1917 роках — службовець страхових підприємств у Москві.
З 1917 року працював у робітничій групі Продовольчого комітету міста Петрограда.
У 1917—1918 роках — завідувач відділу Північного страхового товариства в Москві.
У 1918—1920 роках — голова Центральної Спілки споживчих товариств (Центроспілки).
У 1920—1922 роках — заступник народного комісара зовнішньої торгівлі РРФСР.
У 1922 — 9 травня 1924 року — голова Комісії з внутрішньої торгівлі при Раді праці та оборони РРФСР (СРСР).
9 травня — 17 грудня 1924 року — народний комісар внутрішньої торгівлі СРСР.
27 грудня 1924 — 4 листопада 1930 року — заступник голови Ради народних комісарів (РНК) РРФСР.
Одночасно в лютому 1925 — 18 липня 1929 року — голова Державної планової комісії при Економічній нараді (раді) РРФСР.
У 1927—1935 роках — голова президії Товариства «Автодор».
У листопаді 1930 — 1932 року — голова Всесоюзного державного об'єднання рибної промисловості та господарства Народного комісаріату зовнішньої та внутрішньої торгівлі (Народного комісаріату постачання) СРСР.
У 1932—1933 роках — член Комітету цін при Раді праці та оборони СРСР.
У 1933 році — голова Комітету з субтропіків при Раді праці та оборони СРСР. У 1933 — червні 1937 року — начальник Головного управління субтропічних культур Народного комісаріату землеробства СРСР.
28 червня 1937 року заарештований органами НКВС. Військової колегії Верховного суду СРСР 8 жовтня 1937 року засуджений до страти. Того ж дня розстріляний в Москві, похований на Донському цвинтарі.
2 червня 1956 року посмертно реабілітований Верховним судом СРСР.